# Дуглас (Массачусетс)
Дуглас (англ. Douglas) — місто (англ. town) в США, в окрузі Вустер штату Массачусетс. Населення — 8983 особи (2020).

## Демографія
Згідно з переписом 2010 року, у місті мешкала 8471 особа в 3000 домогосподарствах у складі 2351 родини. Було 3293 помешкання
Расовий склад населення:
| - 96,6 % — білих - 0,9 % — азіатів - 0,5 % — чорних або афроамериканців - 0,2 % — корінних американців |

До двох чи більше рас належало 1,6 %. Частка іспаномовних становила 1,6 % від усіх жителів.
За віковим діапазоном населення розподілялося таким чином: 27,2 % — особи молодші 18 років, 64,6 % — особи у віці 18—64 років, 8,2 % — особи у віці 65 років та старші. Медіана віку мешканця становила 39,3 року. На 100 осіб жіночої статі у місті припадало 99,0 чоловіків;  на 100 жінок у віці від 18 років та старших — 97,9 чоловіків також старших 18 років.
Середній дохід на одне домашнє господарство  становив 103 506 доларів США (медіана — 94 675), а середній дохід на одну сім'ю — 114 505 доларів (медіана — 104 219). Медіана доходів становила 68 030 доларів для чоловіків та 46 565 доларів для жінок. За межею бідності перебувало 4,1 % осіб, у тому числі 4,0 % дітей у віці до 18 років та 8,4 % осіб у віці 65 років та старших.
Цивільне працевлаштоване населення становило 4969 осіб. Основні галузі зайнятості: освіта, охорона здоров'я та соціальна допомога — 21,9 %, будівництво — 12,8 %, виробництво — 11,2 %, роздрібна торгівля — 10,6 %.